# Ramūnas Garbaravičius
Ramūnas Garbaravičius (ur. 29 sierpnia 1956 w Kownie) – litewski polityk, samorządowiec, inżynier, poseł na Sejm Republiki Litewskiej (2004–2008).

## Życiorys
Ukończył w 1979 studia w Kowieńskim Instytucie Politechnicznym, uzyskując tytuł zawodowy inżyniera ze specjalizacją w zakresie mechaniki.
Od 1981 do 1992 pracował jako asystent na Uniwersytecie Technicznym w Kownie. Następnie zajął się działalnością biznesową, do 1996 pełnił funkcję dyrektora spółki UAB "Genys", następnie kolejno dyrektora przedsiębiorstwa "Kauno audiniai" (do 2000) i doradcy prezesa zarządu w spółce akcyjnej "Kauno energija". Działacz różnych organizacji społecznych. W 2000 i 2002 uzyskiwał mandat radnego Kowna, kierował komitetem ds. inwestycji i strategicznego planowania.
W wyborach w 2004 został wybrany posłem na Sejm Republiki Litewskiej z ramienia Związku Ojczyzny, do którego wstąpił w 1998. W 2008 bez powodzenia kandydował w następnych wyborach, jako jedyny spośród 23 ubiegających się o reelekcję posłów swojego ugrupowania nie zdobył ponownie mandatu.